# Zygmunt Hübner (prawnik)

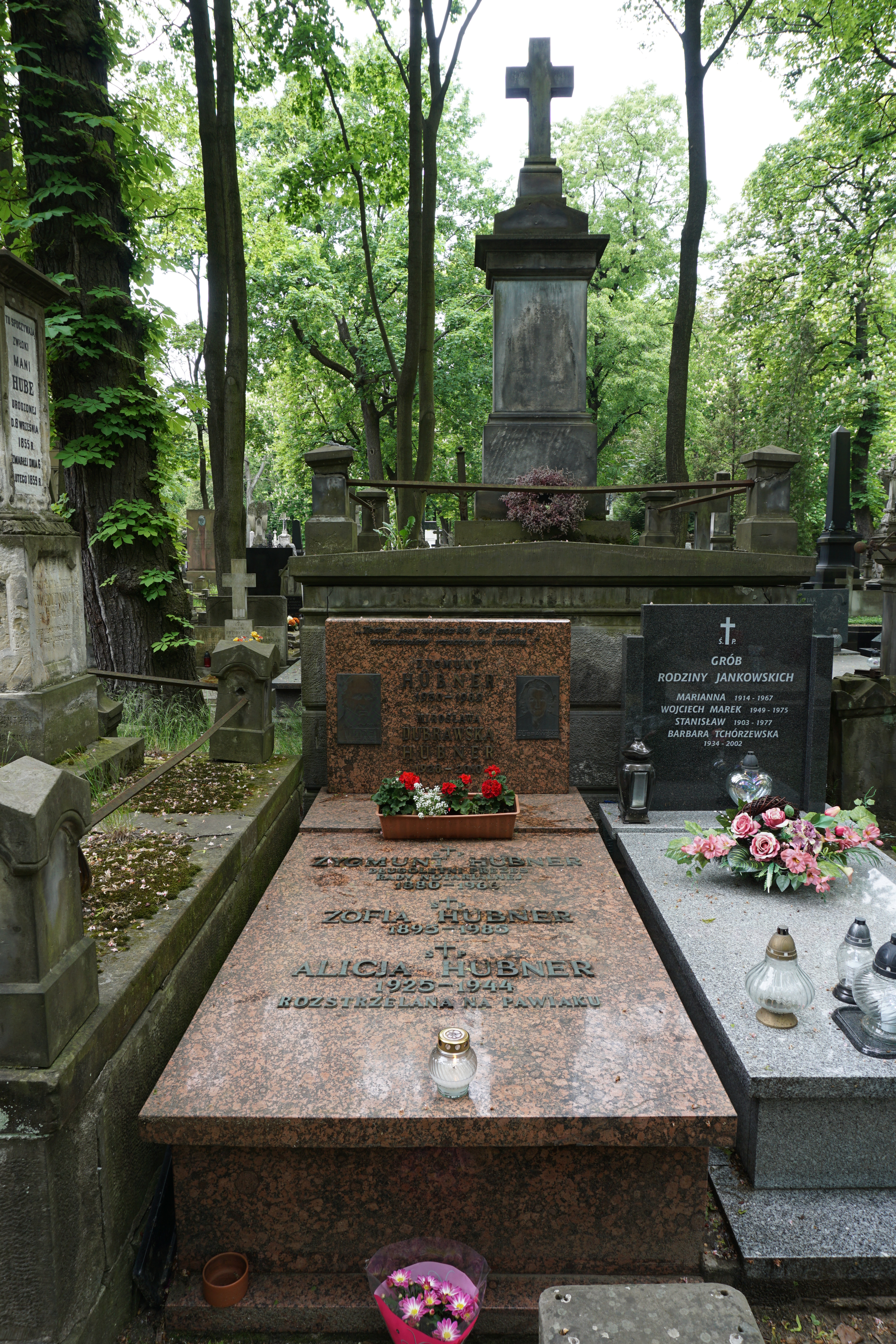
Grób Zygmunta Hübnera na cmentarzu Powązkowskim

Zygmunt Hübner (ur. 2 stycznia 1879 w Opocznie, zm. 14 lipca 1966 w Warszawie) – polski prawnik, polityk, minister.

## Życiorys
Był synem notariusza Józefa Karola Sebastiana (1836–1909) i Marianny z Filipowskich (1847–1931). Miał starszą siostrę i młodszego brata Józefa (1883–1918), który 13 kwietnia 1931 pośmiertnie został odznaczony Krzyżem Niepodległości. Po ukończeniu gimnazjum w Piotrkowie rozpoczął studia na Wydziale Prawa Uniwersytetu w Odessie, które zakończył w 1907 r. Następnie pracował jako aplikant sądowy w Radomiu, a w 1915 r. został sędzią pokoju. W grudniu 1916 r.  został wiceprezydentem Radomia. Od 1 września 1917 objął stanowisko prokuratora Sądu Okręgowego w Radomiu.
Ponadto działał w Polskim Komitecie Czerwonego Krzyża i Komisji Szacunkowej Rolnej do spraw Strat Wojennych.

### II Rzeczpospolita
W odrodzonej Polsce, 1 grudnia 1918 r. został prokuratorem Sądu Okręgowego w Warszawie. Był także sekretarzem Zarządu Głównego Zrzeszenia Sędziów i Prokuratorów. Zasiadał w komitecie redakcyjnym „Gazety Administracji i Policji Państwowej”. Dnia 1 stycznia 1921 r. mianowano go prokuratorem Sądu Apelacyjnego w Warszawie.
21 marca 1924 r. prezydent Stanisław Wojciechowski powołał Hübnera na stanowisko ministra spraw wewnętrznych w rządzie Władysława Grabskiego. Według premiera nowy minister nie budził negatywnych emocji po żadnej ze stron sceny politycznej. Jako szef MSW podkreślał, że zespolenie administracji w poszczególnych jednostkach terytorialnych pod jednym zwierzchnikiem jest najlepszą gwarancją właściwego skoordynowania zarządzeń administracyjnych oraz umożliwia z jednej strony racjonalizację pracy urzędników. Hübner oprócz prowadzonych prac na reorganizacją ministerstwa, skupił się na Policji Państwowej, która na terenach wschodnich nie potrafiła zapewnić dostatecznego bezpieczeństwa. Dochodziło tam do napadów, np. w nocy z 18 na 19 lipca 1924 r. grupa ok. 20 uzbrojonych osób napadła na miasteczko Wiszniew w powiecie wołożyńskim. Podczas starcia zginął tamtejszy komendant powiatowy PP. Hübner, aby przeciwdziałać dalszym rozbojom, granicę wschodnią zaczął obsadzać Korpusem Ochrony Pogranicza. który w czasie pokoju pod względem ochrony granicy, bezpieczeństwa w pasie granicznym oraz spraw budżetowych podlegał ministrowi spraw wewnętrznych, ale pod względem organizacyjnym, operacyjnym, personalnym i wyszkolenia był kierowany przez ministra spraw wojskowych. Ponadto wprowadził zmiany stanowiskach wojewodów, obsadzając kilku generałów. Wojewodą nowogródzkim został Marian Żegota-Januszajtis, poleskim - Kazimierz Młodzianowski, a wołyńskim - Kajetan Olszewski.
25 czerwca podczas głosowania nad budżetem resortu uchwalono na wniosek Karola Popiela zmniejszenie środków przyznanych na policję o symboliczne 100 zł. Minister w związku z tym podał się do dymisji, uważając wynik głosowania za votum nieufności, lecz Grabski dymisji tej nie przyjął. Jednakże 17 listopada 1924 r. został zwolniony z funkcji ministra spraw wewnętrznych.
Po odejściu z rządu powrócił do pracy w prokuraturze. Od stycznia 1927 r. pracował jako notariusz, a w 1934 r. został prezesem Warszawskiej Rady Notarialnej, a następnie prezesem Zarządu Głównego Zrzeszenia Notariuszy i Pisarzy Hipotecznych RP.
Zmarł 14 lipca 1966 r. w Warszawie. Został pochowany na cmentarzu Powązkowskim (kwatera 18-3-18).

## Życie prywatne
Był mężem Zofii (1895–1985). Ich córka Alicja (1925–1944), została rozstrzelana na Pawiaku, a syn Zygmunt (1930–1989), był aktorem, reżyserem i pedagogiem.

## Ordery i odznaczenia
- Krzyż Komandorski Orderu Odrodzenia Polski (2 maja 1922)[5]
- Złoty Krzyż Zasługi (dwukrotnie: 30 czerwca 1939[6], 22 lipca 1947[7])